# Achalinus meiguensis
Achalinus meiguensis е вид влечуго от семейство Xenodermatidae. Видът е незастрашен от изчезване.

## Разпространение
Разпространен е в Китай (Съчуан и Юннан).

## Описание
Популацията им е стабилна.